# Desmiphora canescens
Desmiphora canescens är en skalbaggsart som beskrevs av Bates 1874. Desmiphora canescens ingår i släktet Desmiphora och familjen långhorningar.
Artens utbredningsområde är:
- Costa Rica.
- Guatemala.
- Honduras.
- Nicaragua.
- Venezuela.

Inga underarter finns listade i Catalogue of Life.